# Fauna de Karnataka

Mapa de las localizaciones de Karnataka

La Fauna de Karnataka, en India del Sur es muy diversa. Tiene un área de bosque delimitada de 38720 km², que supone el 20.19% del área geográfica de todo del estado. En estos bosques se encuentra 25% de la población de elefantes y el 20% de la población de tigres de la India. Muchas regiones de Karnataka están inexploradas y aún no se han registrado muchas especies de flora y fauna se que cree en esas zonas.En las Ghats occidentales, cadena montañosa de la región occidental de Karnataka, se ha certificado una gran densidad de biodiversidad. Las montañas de Ghats occidental fueron incluidas en la lista de reservas de la biosfera en julio de 2012 por la UNESCO. Los parques nacionales de Bandipur y Nagarahole están fuera de la zona de Karnataka pero también fueron incluidos como reservas de la biosfera en 1986.
El pájaro nacional de Karnataka es el la carraca india y el animal el elefante indio. Respecto a la flora nacional están el sándalo (Santalum album) y el loto (Lotus). Karnataka es el hogar de 406 tigres, un 12% de la cifra mundial de esta especie (3.500).